# داو باندون
داو باندون (تایلندی: ดาว บ้านดอน) یک هنرپیشه و خواننده اهل تایلند است. وی در استان یاسوتون متولد شد.

## دیسکوگرافی

### آلبوم
- Khon Khee Lang Kway[۳][۴]

### ترانه سرایی
- Jao Bao Hai (جینتارا پونلارپ)
- Rak Salai Dok Fai Ban (جینتارا پونلارپ)[۵][۶][۷]
- Covid Ma Namta Lai (جینتارا پونلارپ)[۸]
- Nam Ta Loan Bon Tee Non (وهنی سییسان)
- Kulab Daeng (سومچیف ثوفونگ)